# Сабзанов, Яхиэль Рафаилович
Яхиэ́ль (Яку́б) Рафаи́лович Сабза́нов (тадж. Ёқуб Сабзанов; 20 февраля 1929, Душанбе, Таджикская АССР, ныне Таджикистан — 11 сентября 2013, Нью-Йорк, штат Нью-Йорк, США) — таджикский композитор и педагог. Народный артист Таджикской ССР (1989).

## Биография
В 1955 году окончил Ташкентскую консерваторию (педагог — Георгий Мушель (композиция)). В 1943—1949 годах — гиджакист оркестра народных инструментов Таджикской филармонии. В 1949—1955 годах преподавал в музыкальной школе имени Р. М. Глиэра в Ташкенте, в 1955—1977 годах — в Музыкальном училище в Душанбе (с перерывом 1960—1973), в 1963—1965 годах — в Республиканской специальной музыкальной школе Таджикского института искусств, в котором в 1977 году становится заведующим кафедрой музыковедения, с 1980 года — заведующим кафедрой композиции, инструментовки и чтения партитур, а с 1983 года — доцентом. В 1955—1959 годах — заведующий музыкальной частью Театра имени А. Лахути в Душанбе. В 1960—1962 годах — главный редактор музыкальных передач Таджикского телевидения. В 1966—1968 годах — редактор репертуарно-редакционной коллегии Министерства культуры Таджикской ССР. В 1968—1969 годах — художественный руководитель Таджикской филармонии. В 1970—1973 годах — художественный руководитель артистических коллективов Таджикского телевидения и радиовещания. В 1956—1961 годах — ответственный секретарь, а в 1961—1966 годах — секретарь правления Союза композиторов Таджикской ССР. В 1992 году перебрался в США и поселился в Нью-Йорке. Писал песни, романсы, музыку для спектаклей. Занимался обработкой народных песен. Член КПСС в 1961—1991 годы.

## Театр
- 1956 — «Саодат» Султона Саидмурадова и Мухаммаджона Рабиева
- 1957 — «Дохунда» Джалола Икрами
- 1957 — «Туфон» Гани Абдулло и Шамси Киямова
- 1958 — «Рудаки» Сатыма Улугзаде (с Шахназаром Сахибовым)
- 1969 — «Темурмалик» Сатыма Улугзаде
- 1971 — «Барои Ватан» Сатыма Сафарова
- 1972 — «Лахзаи джовид» М. Бахти
- 1981 — «Именем революции» Михаила Шатрова

## Сочинения
- опера «Возвращение» (1967, Душанбе, 2-я редакция 1968, Ташкент)
- опера «Экзамен» (по Файзулло Ансори, 1967, Душанбе)
- музыкальная драма «Шахло» (по Алимджону Шукухи и Xакима Аскара, с Одилджоном Назаровым, 1973, Ленинабад)
- музыкальная комедия «Говорящий чинар» (по Боки Рахимзаде, 1956, Хорог)
- музыкальная комедия «Квартирант» (по Файзулло Ансори, 1964, Ленинабад)
- музыкальная комедия «Жених и невеста» (по Али Сидки, 1968, Ленинабад)
- музыкальная комедия «После экзамена» (по Файзулло Ансори, 1983)
- кантата «Мы делу Ленина и партии верны» (на стихи Мирзо Турсун-Заде, Файзулло Ансори, Лоика Шерали, Фотеха Исхоки, Бурхона Фаррух)
- кантата «Рудаки» (на стихи Рудаки, Джами, 1958, с Фозилом Салиевым)
- кантата «Слава партии» (на стихи таджикских поэтов, 1959)
- кантата «Ленинский комсомол» (на стихи Мирсаида Миршакара, 1978)
- кантата «Дочь Октября» (на стихи Абулькасима Лахути, 1987)
- кантата «Любимой партии» (на стихи Файзулло Ансори, 1956)
- кантата «В единой семье» (на стихи Боки Рахимзаде, 1973)
- кантата «Партия» (на стихи Боки Рахимзаде, 1975)
- кантата «Коммунист» (на стихи Лоика Шерали, 1981)
- кантата «Чаизни фирузи» (на стихи Али Сидки, 1982)
- кантата «Бахти рангин» (на стихи Лоика Шерали, 1984)
- оратория «Огни Нурека» (на стихи А. Бахари, 1970)
- симфоническая поэма «Памирская лирическая» (1954)
- симфоническая поэма «Памяти Рудаки» (1958)
- симфоническая поэма «Маком» (1974)
- сюита «Танцевальная» (1961)
- сюита «Клятва» (1974)
- сюита «Под мирным небом» (1979)
- концерт для фортепиано с оpкестром (1955)
- вокально-симфоническая поэма «Журавли» (на стихи Фотеха Исхоки, 1976)
- вокально-симфоническая поэма «Мой век» (на стихи Мирзо Турсун-Заде, 1982)
- струнный квартет (1953)

## Награды
- 1957 — Медаль «За трудовое отличие»[1]
- 1974 — Заслуженный деятель искусств Таджикской ССР
- 1989 — Народный артист Таджикской ССР